# Ayoub Skouma
Ayoub Skouma, né le 22 mars 1987 à Casablanca, est un footballeur marocain. Il évolue au Wydad Casablanca au poste de milieu défensif.

## Biographie
Ayoub Skouma est né à Casablanca dans l'ancienne médina où il grandit dans une famille très soucieuse de son éducation et de sa future carrière.
À l'âge de six ans, ses parents décident de l'inscrire dans le centre de formation du Wydad de Casablanca où il passe avec succès toutes les catégories du poussin jusqu'au junior, puis l'espoir et finalement en 2008, il intègre l'équipe première du Wydad de Casablanca. 
Il quitte son club formateur en 2013 et joue au Sporting Club de Khaitan en division 2 koweïtienne où il a signé pour une durée de six mois,. Il joue ensuite au Difaâ d'El Jadida durant la saison 2013-2014, et à l'Ittihad Khémisset pour la saison 2014-2015.
Il rejoint en 2015 le FUS de Rabat où il reste cinq ans pour 138 matchs avant de retourner dans son club formateur, le WAC.

## Palmarès
- Champion du Maroc en 2010 et 2021 avec le Wydad de Casablanca et en 2016 avec le FUS de Rabat
- Vainqueur de la Coupe du Trône en 2013 avec le DHJ, finaliste 2015 avec le FUS de Rabat
- Finaliste de la Ligue des champions africaine en 2011 avec le Wydad de Casablanca contre le Taraji de Tunis